# Chuk Island
Chuk Island (englisch; russisch Остров Чук Ostrow Tschuk) ist eine Insel vor der Knox-Küste des ostantarktischen Wilkeslands. Sie liegt in den Bunger Hills.
Wissenschaftler einer sowjetischen Antarktisexpedition kartierten sie und benannten sie im Jahr 1956 nach einem der beiden Hauptcharaktere aus dem Buch Tschuk und Gek des sowjetischen Jugendschriftstellers Arkadi Gaidar aus dem Jahr 1939. Das Antarctic Names Committee of Australia übertrug die Benennung 1984 ins Englische.